# Biblioteca da Universidade de Deusto
O Centro de Recursos para a Aprendizagem e Investigação da Universidads de Deusto (CRAI), mais conhecido como Biblioteca da Universidade de Deusto (em basco: Deustuko Unibertsitateko liburutegia), é um serviço e um edifício pertencente à Universidade de Deusto localizado na zona de Abandoibarra de Bilbau, País Basco, Espanha.
Inaugurado em 27 de janeiro de 2009, o edifício foi projetado pelo arquiteto Rafael Moneo e faz parte da urbanização do centro de Bilbau à beira da Ria que também integra o Museu Guggenheim, o Palácio Euskalduna, o Paraninfo da Universidade do País Basco e a Torre Iberdrola. A biblioteca estrá ligada à universidade, situada no lado oposto da ria, através da passarela Pedro Arrupe.
A biblioteca da Universidade de Deusto foi criada em 1886 e tem cerca de um milhão de volumes, incluindo mais de 10 000 títulos de publicações periódicas, o que faz dela a maior biblioteca do País Basco. No seu acervo destacam-se 60 000 livros publicados entre 1500 e 1830, bem como 21 incunábulos.